# Carrier
Pour les articles homonymes, voir Carrier (homonymie) et Casseur.

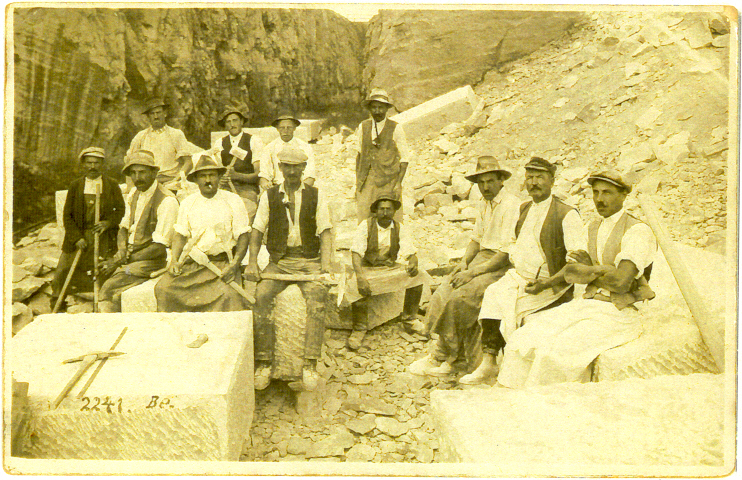
Groupes de carriers à Sankt Margarethen im Burgenland, en Autriche (date inconnue).

Un carrier, ou anciennement casseur de pierres, est un ouvrier travaillant dans une carrière pour l’extraction de matériaux de construction. Le mot carrier désigne aussi l'entrepreneur qui fait ouvrir une carrière pour en tirer de la pierre.

## Dénominations
Le casseur de pierres casse les cailloux destinés à l'entretien des routes.

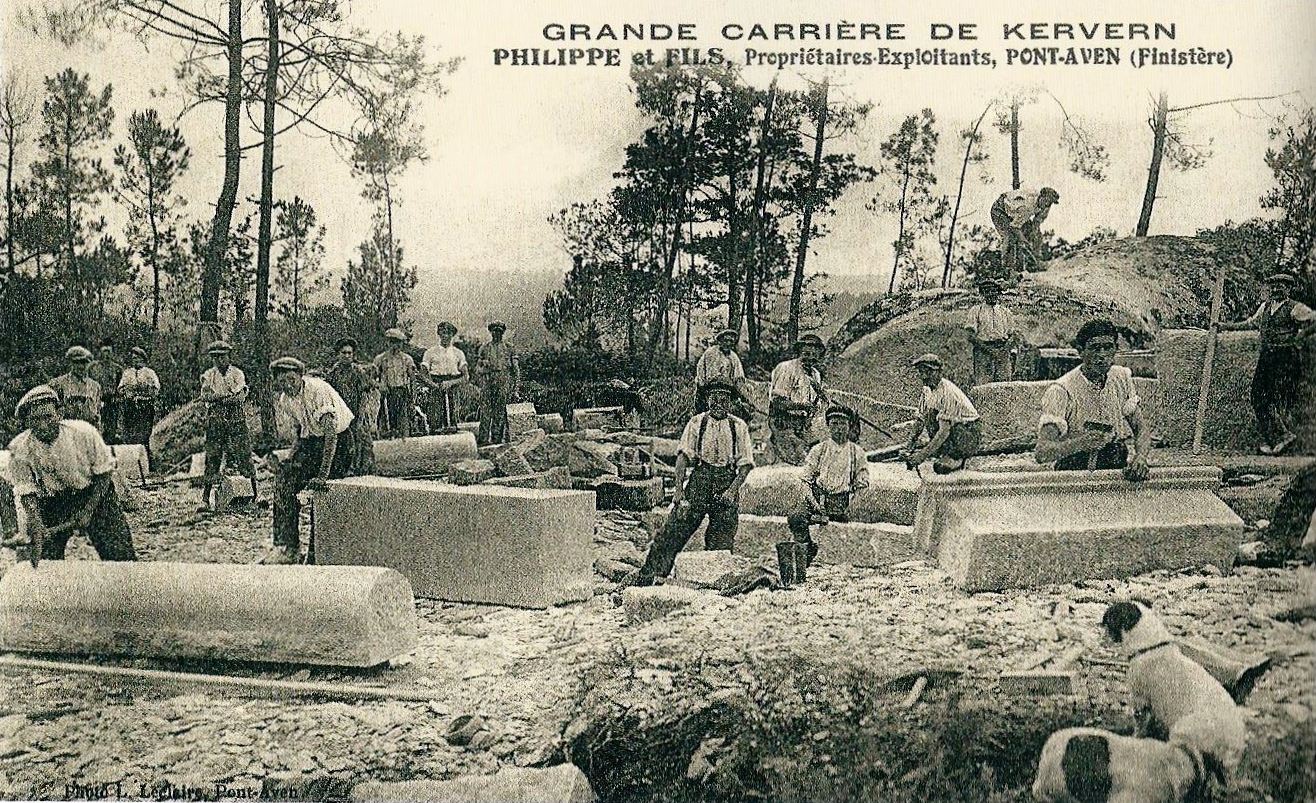
Carriers dans la carrière de granite de Kervern en Trégunc (photographie prise vers 1935).

Plusieurs termes aujourd'hui obsolètes désignent les ouvriers travaillant dans des perrières (petites carrières) :
- troueurs qui implantent des coins disposés en ligne dans des mortaises (appelées aussi boites à coins guidant la fente de séparation) ou qui introduisent des « pétards » dans les trous de mine forés avec une barre à mine ou un perforateur[Note 1] ;
- perriers ou rompeurs, fendeurs de pierre qui manient la masse pour briser les blocs après la fente au coin, au feu[Note 2] ou les tirs de mines (opération appelée rompage) ;
- refendeurs qui forment des tranches ;
- épinceurs qui tirent de ces tranches des pavés (opération appelée épinçage) ;
- perrayeurs qui sont des tailleurs de pierre[4].

## Éléments historiques

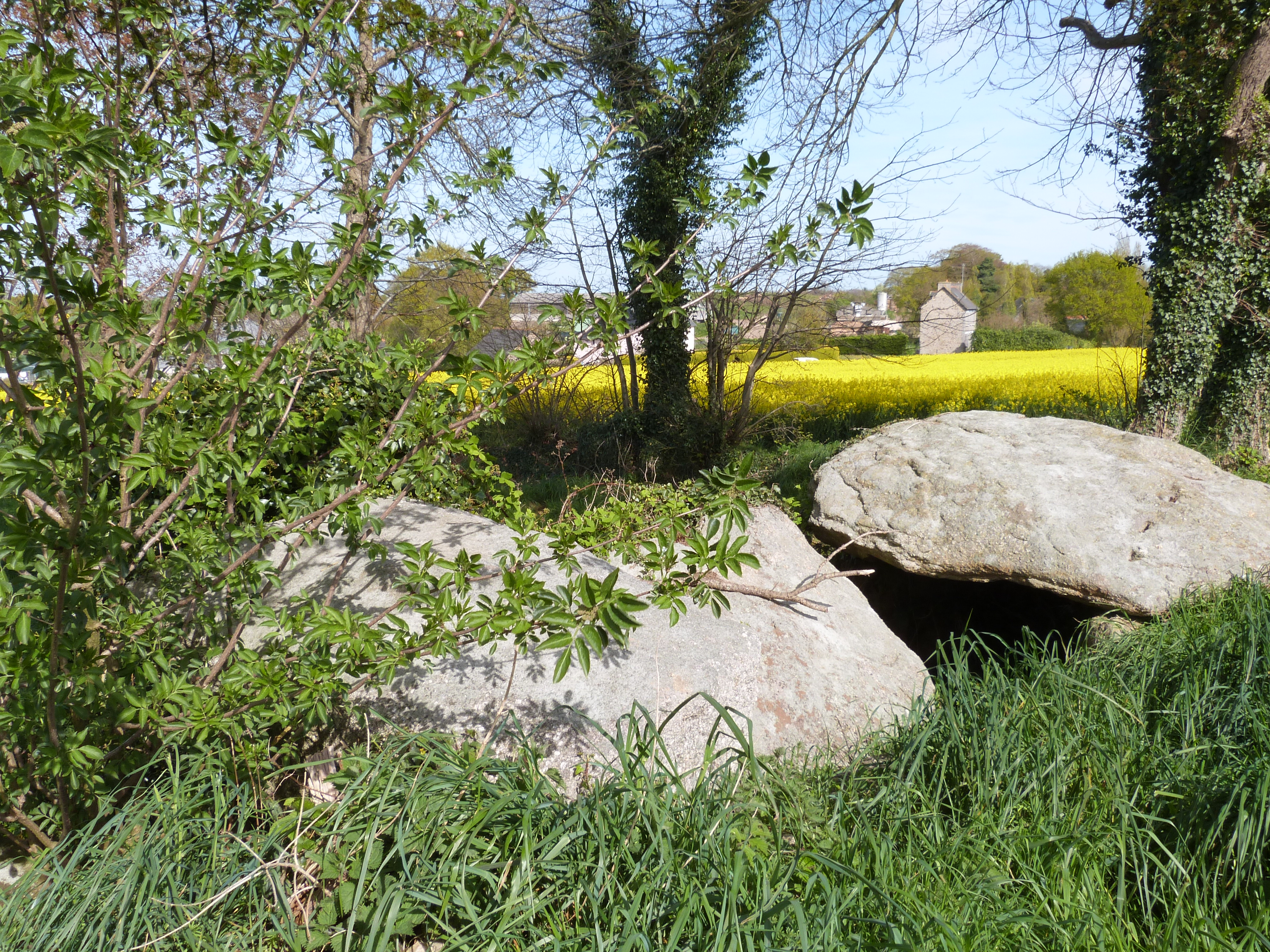
Dalle de l'allée couverte des Meurtiaux, perforée de trous alignés pour l'emplacement des coins de carriers, image parmi bien d’autres d’un « vandalisme utilitaire ».

Les sources documentaires (textes littéraires, juridiques), épigraphiques (inscriptions recueillies dans des carrières, sur des monuments ou sur des blocs isolés) et iconographiques, donnent des indications sur l'extraction, la taille et le transport des pierres, ainsi que l'origine (esclaves et hommes libres, civils et militaires) et les conditions de travail que connaissaient mineurs et carriers durant l'Antiquité. 
Toutes ces sources témoignent de la parfaite maîtrise des carriers dans la prospection et l'exploitation des gisements. Le métier exige en effet une connaissance affinée de la nature des roches, arrachées par les rompeurs (nom des anciens carriers) aux meilleurs filons. Une fois débitées, les roches sont livrées aux picoteurs, ancien nom des tailleurs de pierre.
Au Moyen Âge, les contrats d'exploitation montrent l'existence de trois types de personnes liées à ce métier : les marchands carriers qui commercialisent la pierre, sans participer au travail, soit parce qu'ils possèdent la terre (laboureurs), soit parce qu'ils possèdent les moyens de transport (voituriers par terre qui fixent le prix des charrois et voituriers par eau, conducteurs de bateaux) ; les employés (compagnons et apprentis carriers) qui semblent plutôt spécialisés dans l'abattage de la pierre ; les carriers professionnels (qualifiés de maîtres carriers ou tout simplement carriers) qui procèdent à l'exploitation de la carrière et supervisent les employés.